# 新木宏典
新木 宏典（あらき ひろふみ、1983年6月14日 - ）は、日本の俳優、タレント。兵庫県丹波市出身。旧活動名、荒木 宏文。
ワタナベエンターテインメント所属。同事務所の若手男性俳優集団D-BOYSのメンバーであり、同事務所の音楽ユニットD☆DATEのリーダーである。

## 略歴
2004年7月27日に開催された、第1回D-BOYSオーディションで最終選考まで残る。その後、舞台『ミュージカル・テニスの王子様』のオーディションに受かり、同年12月、鈴木裕樹とともにD-BOYSに加入。
2005年1月、舞台『ミュージカル・テニスの王子様 in winter 2004-2005 side 山吹 feat. 聖ルドルフ学院』に出演し、2代目乾貞治役として活躍、注目を集める。同年5月に公開された『実写映画 テニスの王子様』でも乾貞治役を演じる。また、『アニメ版 テニスの王子様』のOVA作品では財前光の声を務めている。
2007年2月、スーパー戦隊シリーズの『獣拳戦隊ゲキレンジャー』にて、悪役の理央 / 黒獅子リオ役で出演。
2008年6月、D-BOYS STAGE Vol.2『ラストゲーム～最後の早慶戦～』の相本芳彦役で舞台での初主演を務める。
同年11月、映画『夏休みのような1ヵ月』で山崎育三郎ともに映画での初主演を務める。
2010年3月、D☆DATEのメンバーとなる。
2015年4月1日、「Next Stage」でソロデビュー。オリコンウィークリー初登場8位。
2016年2月10日、セカンドシングル「STELLAR」発売。オリコンウィークリー6位。
2018年12月31日、ミュージカル『刀剣乱舞』のにっかり青江役として刀剣男士19振と共に『第69回NHK紅白歌合戦』の企画コーナーに出演。
2023年6月14日、自身のバースデーイベント『HIROFUMI ARAKI BIRTHDAY EVENT「Really 40? Ready Go!」』内で活動名を本名の荒木宏文から新木宏典に改名したことを報告。
2024年4月、兵庫県丹波市の知名度アップや誘客、地域消費促進をSNS発信などで支援する「丹波市観光アンバサダー」に就任した。同年6月1日、就任式が執り行われ、林時彦市長から任命証が手渡された。任期は3年である。

## 人物
- 愛称は「あらやん」。
- 幼少時代、共働きの両親の代わりに面倒を見てくれた祖父母を慕っている。
- 名付け親は祖父で、由来は政治家の伊藤博文から。誤って違う漢字を当ててしまったが、偶然にも字画がとても良い名前になった。
- 中学時代は野球部、高校時代は短期間だが茶道部に所属。好きなスイーツは上生菓子。
- D-BOYSのメンバーである鈴木裕樹とは特に仲が良く、『獣拳戦隊ゲキレンジャー』では敵味方に分かれ共演している。
- D-BOYSオーディションの際、プロフィールに書いた「趣味：カラオケ・ビリヤード・献血、特技：茶道[3]」という内容がそのままWikipediaにも掲載されていたが、2018年のソロイベント「white HAt」で趣味・特技を改めて決める企画があり、新たな趣味を人間観察・アニメ鑑賞、特技を腹話術（練習中）とした。
- 自身のファンは「親衛隊」、ズキアラちゃんねるの視聴者は「HERO員」と呼んでいる。

## 出演
※ 太字は主演作品

### テレビドラマ
- ザ・ヒットパレード～芸能界を変えた男・渡辺晋物語～ 後編（2006年5月27日、フジテレビ） - ザ・タイガース 役
- レガッタ～君といた永遠～ 第3話（2006年7月28日、テレビ朝日） - 今井 役
- 獣拳戦隊ゲキレンジャー 第1話 - 第49話（2007年2月18日 - 2008年2月10日、テレビ朝日・東映） - 理央 役
- 交渉人～THE NEGOTIATOR～ 第7話・第8話（2008年2月21日・28日、テレビ朝日） - 酒井貴史 役
- えいせい魂「イケない足し算 A+B」第4話（2008年7月27日、BSジャパン） - マコト 役
- LOVE17（2008年12月28日、メ～テレ） - 竹下誠 役
- 必殺仕事人2009 第1話（2009年1月9日、朝日放送・テレビ朝日・松竹） - 次郎 役
- ゴッドハンド輝 第1話 - 第6話（2009年4月11日 - 5月16日、TBS） - 西村学 役
- LOVE GAME 第13話（2009年7月17日、日本テレビ） - 青柳隼人 役
- 都市伝説セピア 死者恋（2009年7月26日、WOWOW） - 朔田公彦 役
- 新撰組 PEACE MAKER 第1話 - 第10話（2010年1月15日 - 3月19日、毎日放送・TBS） - 吉田稔麿 役
- チーム・バチスタ2 ジェネラル・ルージュの凱旋 第3話（2010年4月20日、フジテレビ） - 塚田浩之 役
- 宇宙犬作戦 第2話（2010年7月23日、テレビ東京） - バクト 役[8]
- 警視庁継続捜査班 第6話（2010年8月26日、テレビ朝日） - 塚本尚樹 役
- 闇金ウシジマくん Season1 第5話 - 第8話（2010年11月9日 - 12月7日、毎日放送・TBS） - 芳則 役
- ヘブンズ・フラワー The Legend of ARCANA 第1話 - 第11話（2011年1月14日 - 3月4日、8月29日 - 9月13日、TBS） - 真中祐一郎 役[9]
- グッドライフ～ありがとう、パパ。さよなら～ 第1話・第2話・第6話・第8話（2011年4月19日 - 6月28日、関西テレビ制作/フジテレビ） - 細川良二 役
- 東野圭吾ミステリーズ 第4話「玲子とレイコ」（2012年7月26日、フジテレビ） - 阿藤 役
- ハイスクール歌劇団☆男組（2012年10月6日、中部日本放送製作/TBS） - 町田祐二 役
- シュガーレス 第6話・第7話・第11話（2012年11月7日・14日、日本テレビ） - 三田実（サンタ）役[10]
- 高校入試 第6話・第9話・第10話（2012年11月10日・12月1日・8日、フジテレビ）、シナリオコンプリート版 第5話・第8話 （2013年2月17日・3月10日、フジテレビNEXT） - 沢村哲也 役
- 私たちがプロポーズされないのには、101の理由があってだな シーズン2 第1話（2015年9月2日、LaLa TV） - クロ（主人公の飼い猫） 役[11]
- 俺たちがプロポーズ出来ないのには、3つの理由しかなくてだな（2015年12月23日、LaLa TV） - 片岡 役[12]
- 制服捜査2（2016年2月1日、TBS） - 菅原芳雄 役
- 幕末☆PRINCE 第7話（2016年10月18日、中京テレビ） - 岡田以蔵 役
- 御茶ノ水ロック 第8話（2018年3月7日、テレビ東京） - 桐山純哉 役
- KING OF DANCE 第1話 - 第6話（2020年4月11日 - 5月16日、読売テレビ） - 時本修武 役
- クレイジーレイン 第1話 - 第4話（2020年7月5日 - 26日、朝日放送） - 井口 役[13]
- 磯部磯兵衛物語～浮世はつらいよ～（2024年7月12日 - 、WOWOW） - かっこいい磯兵衛 役[14]

### 映画
- 嗤う伊右衛門（2004年2月7日、東宝） - 町人 役
- 実写映画 テニスの王子様（2006年5月13日、松竹・マーベラスエンターテイメント） - 乾貞治 役
- 純ブライド（2006年5月27日、トルネード・フィルム） - ヨシタケ 役
- スーパー戦隊シリーズ
  - 電影版 獣拳戦隊ゲキレンジャー ネイネイ!ホウホウ!香港大決戦（2007年8月4日、東映） - 理央 役
  - 劇場版 炎神戦隊ゴーオンジャーVSゲキレンジャー（2009年1月24日、東映） - 理央 役
- 《a》symmetry アシンメトリー（2008年8月2日、竹書房） - 巽慎一郎 役 （和田正人とのダブル主演）
- シャカリキ!（2008年9月6日、ショウゲート） - バンドマン 役
- 夏休みのような1ヵ月 （2008年11月29日、モブキャスト） - 柏木純也 役 （山崎育三郎とのダブル主演）
- 大河ロマンシリーズ三部作「大奥 浮絵悲恋」（2008年11月22日、エスピーオー） - 浮島 役
- 20世紀少年 第2章 最後の希望（2009年1月31日、東宝） - ブリトニー 役
- ビートロック☆ラブ（2009年3月28日、モブキャスト） - アキ 役
- 華鬼（ジョリー・ロジャー） - 木籐華鬼 役
  - 華鬼 第一部 華鬼×神無編（2009年11月21日）
  - 華鬼 第二部 麗二×もえぎ編（2009年11月28日）（映像出演）
  - 華鬼 第三部 響×桃子編（2009年12月5日）
- ×ゲーム（2010年9月18日、ジョリー・ロジャー） - 小久保英明 役
- 闇金ドッグス5（2017年1月14日、AMGエンタテインメント） - 五条礼 役
- 文豪ストレイドッグス BEAST（2022年1月7日、KADOKAWA） - 坂口安吾 役[15]
- 漆黒天 -終の語り-（2022年6月24日、東映） - 名無し[16] 役
- 『ヒプノシスマイク Division Rap Battle-』Rule the Stage - 伊弉冉一二三 役
  - 《Bad Ass Temple VS 麻天狼》-Cinema Edit-（2023年3月24日）
  - 《Battle of Pride 2023》-Cinema Edit-（2024年2月16日）
- ヒットマン・ロイヤー（2023年4月21日、ロックスワークス） - 神道楷 役[17]

### 舞台
- ミュージカル「テニスの王子様」 - 乾貞治 役
  - in winter 2004-2005 side 山吹 feat. 聖ルドルフ学院（2005年1月8日 - 10日、大阪メルパルクホール / 1月20日 - 23日、東京メルパルクホール）
  - コンサート Dream Live 2nd（2005年5月4日、東京ベイNKホール）
  - The Imperial Match 氷帝学園（2005年8月8日 - 14日、日本青年館ホール / 8月17日 - 20日、大阪メルパルクホール）
  - The Imperial Match 氷帝学園 in winter 2005-2006（2005年12月19日 - 25日、日本青年館ホール /12月28日 - 2006年1月2日、大阪メルパルクホール）
  - コンサート Dream Live 3rd（2006年3月28日・29日、Zepp東京）
  - Dream Live 2018（2018年5月5日、神戸ワールド記念ホール） - ゲスト出演
- limit ～あなたの物語は何ですか?～（2006年6月2日 - 4日、シアターVアカサカ） - オグ 役
- 夢の小箱にリボンをかけて －改訂版－（2006年11月25日 - 28日、表参道FAB） - ディレクター（荒木宏文） 役
- OUT OF ORDER ～偉人伝心～（2007年3月24日、青山劇場） - 日替わり出演
- D-BOYS STAGE
  - Vol.1「完売御礼」（2007年6月3日 - 10日、全労済ホールスペース・ゼロ） - 長塚三郎 / 坂本竜馬 役
  - Vol.2「ラストゲーム～最後の早慶戦～」（2008年6月20日 - 27日、青山劇場 / 7月5日 - 6日、シアターBRAVA！） - 相本芳彦 役
  - Vol.3「鴉～KARASU～ 10」（2009年10月20日 - 25日、青山劇場 / 10月31日 - 11月1日、シアターBRAVA！） - 寅吉 役
  - 2010 trial-3「アメリカ」（2010年9月29日 - 10月3日、本多劇場 / 10月19日 - 20日、名鉄ホール（愛知） / 10月22日 - 24日、森ノ宮ピロティホール / 10月31日、りゅーとぴあ・劇場（新潟） / 11月3日 - 7日、紀伊國屋ホール） - 加藤清 役
  - 2011 秋公演 9th「検察側の証人 ～麻布広尾町殺人事件～」（2011年10月15日 - 23日、青山劇場 / 11月3日 - 6日、シアターBRAVA！） - 藤堂新之介 役
  - 2012 10th「淋しいマグネット」（2012年4月8日 - 28日、Bunkamuraシアターコクーン / 5月3日 - 6日、シアターBRAVA！） - トオル 役
  - Dステ16th×TSミュージカルファンデーション『GARANTIDO』（2015年5月21日 - 26日、東京芸術劇場 プレイハウス / 5月30日 - 31日、兵庫県立芸術文化センター 阪急中ホール） - 吉村 / 関川カツオ 役
- 舞台「斜塔～シャトウ～」（2008年10月23日 - 11月2日、新国立劇場 小劇場） - 藤枝宗一 役
- 舞台「風が強く吹いている」（2009年1月8日 - 18日、ル テアトル銀座 / 1月29日、富山県教育文化会館 / 1月31日、名鉄ホール / 2月3日、電力ホール（宮城）/ 2月6日、大阪厚生年金会館 芸術ホール / 2月13日、福岡サンパレス） - 榊浩介 役
- 朗読劇「LOVE LETTERS」（2009年7月22日、ル テアトル銀座 ） - アンドリュー 役
- 「吉本百年物語」4月公演「大将と御寮ンさん・二人の夢」（2012年4月30日、なんばグランド花月） - ゲスト出演
- 舞台「里見八犬伝」（2012年11月16日 - 26日、新国立劇場 中劇場 / 11月29日・30日、NHK大阪ホール） - 犬飼現八 役
- 朗読劇「しっぽのなかまたち3」（2013年11月19日 - 21日・27日・30日 - 12月1日、天王洲銀河劇場）
- ハンサム落語 第三幕（2014年2月6日 - 11日、赤坂REDシアター / 15日・16日、テイジンホール（大阪））[18]
- 舞台「タンブリングFINAL」[19]（2014年6月7日・8日、KAAT神奈川芸術劇場 / 6月28日 - 29日、シアターBRAVA！ / 7月16日 - 21日、赤坂ACTシアター） - 西井雄也 役
- ミュージカル「黒執事」 - 劉 役
  - -地に燃えるリコリス-（2014年9月5日 - 23日、六本木ブルーシアター / 10月2日 - 5日、梅田芸術劇場 シアター・ドラマシティ）[20]
  - -地に燃えるリコリス2015-（2015年11月7日 - 10日、梅田芸術劇場 メインホール / 11月14日・15日、名取市文化会館大ホール（宮城） / 11月21日 - 29日、赤坂ACTシアター / 12月4日 - 6日、キャナルシティ劇場（福岡）/ 12月11日 - 13日、藝海劇院（上海） / 12月18日 - 20日、北京展覧館劇場 / 12月25日 - 27日、深圳保利劇院）[21]
- 舞台「私のホストちゃん」 - 時桜 役
  - ～血闘!福岡中洲編～（2014年12月5日 - 14日、日本青年館ホール / 12月26日・27日、森ノ宮ピロティホール）[22]
  - THE FINAL ～激突！名古屋栄編～（2016年2月5日、天王洲銀河劇場） - ゲスト出演
  - REBORN（2017年1月13日、サンシャイン劇場） - ゲスト出演
  - REBORN～絶唱！大阪ミナミ編（2018年1月21日夜公演、サンシャイン劇場） - ゲスト出演
  - THE LAST LIVE～最後まで愛をナメんなよ！～ （2020年1月30日、日本青年館ホール） - ゲスト出演
- AMUSE×PEOPLE PURPLE 「ORANGE」（2015年1月31日、森ノ宮ピロティホール / 2月4日 - 11日、サンシャイン劇場 / 2月14日、名鉄ホール /2月17日、アルファあなぶきホール（香川）/ 2月21日、新潟市音楽文化会館 / 2月26日、郡山市民文化センター（福島） / 2月28日 - 3月1日、日立システムズホール仙台 / 3月4日、秋田県児童会館 / 3月7日 - 3月8日、道新ホール（北海道） ） - 山倉隆志 役[23]
- 舞台「もののふシリーズ」 - 土方歳三 役 
  - もののふ白き虎（2015年9月17日 - 27日、天王洲銀河劇場 / 10月1日、アートピアホール（愛知） / 10月3日・4日、梅田芸術劇場シアター・ドラマシティ）[24]
  - 瞑るおおかみ黒き鴨（2016年9月1日 - 11日、天王洲銀河劇場 / 9月19日・20日、森ノ宮ピロティホール / 9月22日、北九州芸術劇場 大ホール）[25]
  - 駆けはやぶさ ひと大和（2018年2月8日 - 18日、天王洲銀河劇場 / 2月23日 - 25日、森ノ宮ピロティホール）[26]
- ライブ・ファンタジー「FAIRY TAIL」（2016年4月30日 - 5月9日、サンシャイン劇場 / 7月1日 - 3日、上海藝海劇院） - ジェラール・フェルナンデス 役[27]
- 歌劇「明治東亰恋伽」 - 森鴎外 役[28]
  - ～朧月の黒き猫～（2016年6月2日 - 12日、銀座博品館劇場）
  - ～月虹の婚約者～（2018年8月18日・19日、森ノ宮ピロティホール / 2018年8月25日 - 9月2日、シアター1010）
- MITSURU MATSUOKA presents 『DAYDREAMBABYS*』（2016年7月27日 - 31日、赤坂BLITZ / 8月12日 - 14日、なんばHatch） - 荒子ママ / 荒木宏文 役[29]
- 朗読劇「解夏」（2016年10月26日 - 31日、六行会ホール） - 高野隆之 役[30]
- 舞台「スマイルマーメイド」（2016年12月1日 - 5日、シアター1010/12月10日 - 12日、梅田芸術劇場 シアター・ドラマシティ） - ケント 役[31]
- ミュージカル「刀剣乱舞」 - にっかり青江 役[32]
  - 三百年の子守唄（2017年3月4日 - 26日、AiiA2.5Theater / 4月1日 - 9日、梅田芸術劇場 メインホール / 2017年4月14日 - 23日、AiiA2.5Theater / 5月19日 - 21日、珠海大劇院）
  - 真剣乱舞祭2017（2017年12月8日・9日、日本武道館 / 12月12日・13日、大阪城ホール / 12月19日・20日、さいたまスーパーアリーナ / 12月23日・24日、広州体育館）
  - 真剣乱舞祭2018（2018年11月24日、サンドーム福井 / 11月27日・28日、日本武道館 / 12月5日・6日、セキスイハイムスーパーアリーナ / 12月11日・12日、大阪城ホール / 12月15日・16日、幕張メッセ国際展示場 9・10・11ホール ）
  - 三百年の子守唄2019（2019年1月20日 - 2月3日、天王洲銀河劇場 / 2月8日 - 11日、サンケイホールブリーゼ / 2月17日 - 3月3日、京都劇場 / 3月5日 - 24日、TOKYO DOME CITY HALL）
  - 歌合 乱舞狂乱 2019（2019年11月24日、長野ビッグハット / 11月28・29日、宮城・セキスイハイムスーパーアリーナ / 12月6・7日、北海きたえーる（北海道） / 12月12・13日、福岡国際センター / 12月21・22日、広島グリーンアリーナ / 2020年1月4・5日、さいたまスーパーアリーナ / 1月11・12日、愛知県国際展示場 展示ホールA / 1月15日・16日、大阪城ホール /1月22・23日、武蔵野の森総合スポーツプラザ メインアリーナ（東京））
  - 「刀剣乱舞-ONLINE-」五周年記念「刀剣乱舞 大演練」（2020年8月11日、東京ドーム） - 中止
  - 壽 乱舞音曲祭（2021年1月9日 - 23日、東京ガーデンシアター）映像出演
  - にっかり青江単騎出陣 2021年春（2021年4月27日、函館市民会館 大ホール（北海道）/ 4月29日、キャラホール・都南文化会館（岩手）/ 5月1日、大仙市大曲市民会館 大ホール（秋田）/ 5月4・5 日、新発田市民文化会館（新潟）/ 5月7日、富山県民会館 大ホール / 5月9日、石川県こまつ芸術劇場うらら 大ホール / 5月12日、鯖江市文化センター（福井）→中止 / 5月14日→中止・15日→無観客配信、梅田芸術劇場 シアター・ドラマシティ / 5月18日、奈良県文化会館 国際ホール / 5月21日、米子市文化ホール（鳥取）/ 5月23日、出雲市民会館（島根）/ 5月25・26日、ももちパレス（福岡）/ 5月28日、荒尾総合文化センター大ホール ありあけホール（熊本）/ 5月30日、鹿児島県文化センター 宝山ホール））
  - にっかり青江単騎出陣 2021年秋（2021年10月6日、南相馬市民文化会館ゆめはっと（福島） / 10月8日、結城市民文化センターアクロス大ホール（茨城） / 10月12日、YCC県民文化ホール（山梨） / 10月14日・15日、一宮市民会館（愛知） / 10月17日、大津市民会館大ホール（滋賀） / 10月19日、紀南文化会館大ホール（和歌山） / 10月21日、岡山市民会館 / 10月24日、須崎市立市民文化会館（高知） / 10月26日、八幡浜市文化会館ゆめみかん大ホール（愛媛） / 10月28日、J:COM ホルトホール大分大ホール（大分）/ 10月31日、宮崎市民文化ホール大ホール））
  - にっかり青江単騎出陣 2022年春 （2022年2月25日、沖縄市民会館 / 3月1日、諫早文化会館（長崎）/ 3月3日、鳥栖市民文化会館（佐賀） / 3月5日、下関市生涯学習プラザ海のホール大ホール（山口） / 3月8日、宇治市文化センター大ホール（京都） / 3月9日、神戸国際会館こくさいホール（兵庫） / 3月11日、長良川国際会議場（岐阜）/ 3月13日、浜松市浜北文化センター大ホール（静岡） / 3月16日 - 17日、相模女子大学グリーンホール（神奈川） / 3月19日、渋川市民会館大ホール（群馬） / 3月21日、佐野市文化会館大ホール（栃木） / 3月24日、リンクモア平安閣市民ホール（青森市民ホール） / 3月26日 - 27日、名取市文化会館大ホール（宮城）→中止）
  - にっかり青江単騎出陣 2022年秋 （2022年９月13日 – 15日、昭和女子大学人見記念講堂（東京）/ 9月16日、和光市民文化センター（埼玉）/ 9月19日、千葉市民会館（千葉）/　9月21日、仙台電力ホール（宮城）/ 9月22日、山形市民会館大ホール（山形）/ 9月25日、ホクト文化ホール 中ホール（長野）/ 9月27日、越前市文化センター 大ホール（福井）/ 9月29日、柿安シティホール・桑名市民会館（三重）/ 10月3日、広島JMSアステールプラザ大ホール（広島）/ 10月5日、あわぎんホール（徳島）/ 10月7日 – 8日、箕面市立文化芸能劇場 大ホール（大阪）/ 10月11日 – 12日、レクザムホール・香川県県民ホール大ホール（香川）
  - 目出度歌誉花舞 十周年祝賀祭（2025年7月29日・30日、東京ドーム）[33]
- 幽劇（2017年8月17日 - 23日、日本青年館ホール / 9月1日 - 3日、上海虹橋芸術中心） - 桃仙 役[34]
- 「不届者」OFFICE SHIKA PRODUCE VOL.M（2017年9月27日 - 10月1日、天王洲銀河劇場 / 10月13日 - 15日、サンケイホールブリーゼ） - 影山 / 村垣左太夫 役[35]
- 舞台「ACCA13区監察課」（2017年11月3日 - 12日、品川クラブeX） - ジーン・オータス 役[36]
- 御茶ノ水ロック -THE LIVE STAGE-（2018年3月30日 - 4月15日、AiiA2.5Theater） - 桐山純哉 役[37]
- 蘭RAN 緒方洪庵 浪華の事件帳（2018年5月6日 - 13日、大阪松竹座 / 5月16日 - 20日、新橋演舞場 ） - 在天楽人 / 若狭 役[38]
- 舞台「ジョン万次郎」もっと歴史を深く知りたくなるシリーズ（2018年6月14日 - 24日、EXシアター六本木） - 武市半平太 / ジョリー 役[39]
- 舞台 文豪ストレイドッグス - 坂口安吾 役
  - 「黒の時代」（2018年9月22日 - 10月8日、サンシャイン劇場 / 10月13日・14日、森ノ宮ピロティホール）[40]
  - 「DEAD APPLE」（2021年4月16日 - 18日、COOL JAPAN PARK OSAKA WWホール / 4月23日 - 5月5日（4月28日 - 5月4日→中止、5月5日→無観客配信）、日本青年館ホール）映像出演
- TRUMPシリーズ「COCOON 月の翳り星ひとつ」（2019年5月11日 - 26日、サンシャイン劇場 / 5月30日 - 6月5日、サンケイホールブリーゼ） - ラファエロ・デリコ 役[41]
- Reading♥Stage「百合と薔薇」（2019年6月13日、品川クラブeX） - 天野ヒカル 役 [42]
- 舞台『銀牙-流れ星 銀-』- 赤目 役[43]
  - ～絆編～（2019年7月6日 - 15日、天王洲銀河劇場 / 7月20日・21日、AiiA2.5Theater Kobe）
  - ～牙城決戦編～（2020年10月22日 - 11月1日、天王洲銀河劇場）
- 舞台「幽☆遊☆白書」 - コエンマ 役
  - ～其の壱～（2019年8月28日 - 9月2日、シアター1010 / 9月4日 - 8日、森ノ宮ピロティホール / 9月10日 - 13日、ももちパレス（福岡） / 9月20日 - 22日、一宮市民会館）[44]
  - ～其の弐～ （2020年12月4日（中止） 12月5日 - 15日、品川プリンスホテルステラボール / 12月18日 - 19日（中止）12月20日、COOL JAPAN PARK OSAKA WWホール / 12月23日 - 30日、京都劇場）（出演 / 演出）
- 朗読劇シリーズ「恋を読む」- 津崎平匡 役
  - vol.2「逃げるは恥だが役に立つ」（2019年10月2日、ヒューリックホール東京） [45]
  - 「恋を読む in クリエ『逃げるは恥だが役に立つ』」（2021年8月17日 - 18日、日比谷シアタークリエ）
- 『ヒプノシスマイク-Division Rap Battle-』Rule the Stage - 伊弉冉一二三 役[46]
  - -track.2- （2020年5月15日 - 30日 - 中止、2020年8月12日 - 19日、品川プリンスホテルステラボール）
  - -track.4- （2021年2月5日 - 19日、TOKYO DOME CITY HALL / 2月25日 - 28日、メルパルクホール大阪 / 3月5日 - 7日、福岡サンパレスホテル＆ホール）
  - -track.2 replay- （2021年3月11日 - 21日、品川プリンスホテルステラボール）
  - -Battle of Pride- （2021年8月14日 - 15日、丸善インテックアリーナ大阪 / 8月24日 - 25日、ぴあアリーナMM）
  - -Division Rap Battle- Rule the Stage《Rep LIVE side M.T.C》（2022年7月3日、KT Zepp Yokohama） - ゲスト出演
  - -Division Rap Battle- Rule the Stage《Bad Ass Temple VS 麻天狼》（2022年12月1日 - 12月18日、品川プリンスホテルステラボール）
  - -Division Rap Battle- Rule the Stage《Rep LIVE side M》シンジュク・ディビジョン“麻天狼”（2023年5月13 - 14日、KT Zepp Yokohama/ 5月17日 - 18日、Zepp Sapporo/ 5月23日 - 24日、Zepp Shinjuku）
  - -Division Rap Battle- Rule the Stage -Battle of Pride 2023-（2023年9月3日、大阪城ホール / 2023年9月7日 - 10日、ぴあアリーナMM）
- 舞台「KING OF DANCE」（2020年7月16日 - 19日、COOL JAPAN PARK OSAKA WWホール / 7月23日 - 8月2日、ヒューリックホール東京 / 8月8日 - 9日、名古屋市公会堂） - 時本修武 役[47]
- 演劇の毛利さん-The Entertainment Theater Vol.1「天使は桜に舞い降りて」（2022年1月6日 - 16日、サンシャイン劇場/ 1月22日 - 23日、名古屋市公会堂/ 1月28日 - 30日、梅田芸術劇場 シアター・ドラマシティ） - 天使・ラウム 役
- 朗読劇「リスナーたちの星空」（2022年4月28日、紀伊國屋サザンシアターTAKASHIMAYA） - 須永祐紀（七転び七起き）役
- ドラマチックライブステージ『アイドルマスター SideM』（2022年6月16日 - 26日、天王州銀河劇場） - 出
- 漆黒天 -始の語り-（2022年8月5日 - 21日、サンシャイン劇場 / 8月31日 - 9月4日、梅田芸術劇場シアター・ドラマシティ） - 宇内陽之介 / 旭太郎 役[16]
- 舞台『モノノ怪～化猫～』（2023年2月4日 - 15日、飛行船シアター） - 薬売り 役
  - 舞台『モノノ怪～座敷童子～』（2024年3月21日 - 24日、IMM THEATER / 3月29日 - 31日、COOL JAPAN PARK OSAKA WWホール / 4月4日 - 7日、IMM THEATER）[48]
- 明治座創業150周年前月祭『大逆転！大江戸桜誉賑』（2023年3月4日 - 28日、明治座） - 亀井秀宗 役
- 朗読劇「したいとか、したくないとかの話じゃない」（2023年4月20 - 21日、俳優座劇場） - 孝志 役
- 『オイディプス王』（2023年7月8日 - 7月17日、パルテノン多摩 / 2023年8月、兵庫県立芸術文化センター阪急中ホール） - クレオン 役
- AD-LIVE'23 （2023年9月23日、メルパルクホール大阪） - 野律込矢・中小大 役
- リーディングシアター「アドレナリンの夜」 （2023年10月1日、東京建物Brillia HALL）
- 明治座創業150周年記念「赤ひげ」 （2023年10月28日 - 11月12日、明治座 / 2023年12月14日 - 16日、新歌舞伎座） - 保本登 役
- 朗読劇「エダニク」（2023年11月27日 - 30日、座・高円寺2）[49]
- 死ねばいいのに（2024年1月20日 - 28日、紀伊國屋サザンシアター TAKASHIMAYA） - 渡来健也 役[50]
- 舞台「歌舞伎町シャーロック」（2024年5月17日 - 26日、IMM THEATER） - シャーロック・ホームズ 役[51]
- AOI Pro.コント公演「混沌 vol.３」（2024年6月7日 - 9日、TOKYO FMホール）
- 「ヒストリーボーイズ」（2024年7月20日 - 28日、あうるすぽっと） - アーウィン 役[52]
- ミュージカル「Fate/Zero」～The Sword of Promised Victory～（2025年1月18日 - 26日、THEATER MILANO-Za / 1月31日 - 2月2日、SkyシアターMBS） - 衛宮切嗣 役[53]
  - ミュージカル「Fate/Zero」～A Hero of Justice～（2025年9月6日 - 21日〈予定〉、THEATER MILANO-Za）[54][55]
- 池袋サンシャイン座長フェスティバル ～「堂々めぐりの人斬り狼」&「西部のハリーはあばれ馬」～（2025年2月21日、サンシャイン劇場）[56]
- MANKAI STAGE『A3!』ACT3! 2025（前期:2025年3月22日 - 4月13日、後期:4月18日 - 5月10日、KAAT 神奈川芸術劇場〈ホール〉） - 乙宮柊 役[57]
- VISIONARY READING「三島由紀夫レター教室」（2025年10月10日〈予定〉、紀伊國屋ホール） - 山トビ夫 役[58]
- Reading Act「スクルージと呼ばれた男」（2025年12月27日 - 30日〈予定〉、銀座博品館劇場）[59]

### Webドラマ
- GIFT～今夜、幸せの時間お届けします。～（2010年2月20日 - 4月27日、BeeTV） - 早乙女遼平 役
- やれたかも委員会 第3話（2018年2月10日、AbemaTV） - 菅野健太郎 役[60]

### テレビ番組
- 【冠番組】ズキ☆アラ Don't Trust Over30（2013年4月7日 - 7月28日、BSフジ）
- 【冠番組】ズキ☆アラ 2ndシーズン ～Don't think, Just feel～（2013年8月4日 - 9月29日、BSフジ）
- 【冠番組】新木宏典の街メシ～料理に込められた思い～[61](2025年7月23日 - 、BS11)

### ライブ
- BACKDRAFT SMITHライブ（2015年1月25日、渋谷WWW） - ゲスト出演
- サカエランウェイ2015 （2015年4月12日、南大津通歩行者天国）
- MICHAEL Summer Night Circus 2015（2015年7月12日、Zeppブルーシアター六本木） - ゲスト出演
- TOKAI SUMMIT'15（2015年7月26日、ナガシマスパーランド）
- Hirofumi Araki 1st Live ～ARK～（2016年2月6日、神戸チキンジョージ / 2月11日、新宿BLAZE / 2月21日、福岡DRUM SON）
- MICHAEL LIVE 2016“第三章”（2016年12月22日、品川プリンス ステラボール） - サプライズ出演
- MICHAEL SPRING JUMPING CIRCUS 2017（2017年4月17日、赤坂BLITZ） - ゲスト出演
- MAG!C☆PRINCE ｢本気☆LIVE Vol.4｣ （2017年7月8日、Zepp東京） - サプライズ出演
- 15th anniversary project『History』FINAL EPISODE 【music stage「History」】（2020年6月20日、ビッグサイトTFTホール1000） - 中止
- 加藤和樹のミュージックバー『エンタス』（2023年3月19日、LINE CUBE SHIBUYA） - ゲスト出演

### イベント
2005年
- 第2回「D-Live」（2005年3月5日、表参道FAB）
- 第3回「D-Live」（2005年7月2日、表参道FAB）
- DAY CAMP BUS TOUR（2005年11月13日、長井海の手公園 ソレイユの丘（神奈川））

2006年
- 「実写映画 テニスの王子様」完成披露試写会（2006年4月23日、新宿明治安田生命ホール）
- 第4回「D-Live」（2006年5月13日、東京FMホール）
- 「純ブライド」特別完成披露上映会（2006年5月24日、シネマGAGA）
- D-BOYS BUS TOUR 2006（2006年8月25日 - 28日、紀州鉄道軽井沢ホテル）

2007年
- 「獣拳戦隊ゲキレンジャー」プレミア発表会（2007年2月11日・12日、東京ドームシティ プリズムホール）
- 「プリンスシリーズ D-BOYS コレクション」出版記念握手会（2007年4月21日、福家書店新宿店）
- プリンスシリーズ D-BOYSコレクション「プリンス・トレーディングカードVOL.1」発売記念イベント（2007年7月21日、アニメイト池袋本店）
- D-BOYS BUS TOUR 2007（2007年10月6日 - 8日、フジヤマリゾート「ぐりんぱ」）

2008年
- 「獣拳戦隊ゲキレンジャー」トーク&抽選会（2008年1月27日、東映太秦映画村）
- 「獣拳戦隊ゲキレンジャー」ショー 第6弾 （2008年2月2日 - 3月9日、東京ドームシティ スカイシアター）
- 「獣拳戦隊ゲキレンジャー」ファイナルライブツアー2008（2008年3月15日、アクトシティ浜松 大ホール（静岡） / 20日、仙台サンプラザホール / 22日・23日、名古屋市公会堂 / グランシップ 大ホール・海（静岡） / 4月5日、旭川市民文化会館 / 6日、北海道厚生年金会館 / 12日、広島厚生年金会館 / 13日、福岡サンパレス / 19日・20日、梅田芸術劇場 メインホール）
- 写真集「いつもそばに」発売記念握手会イベント（2008年5月31日、福家書店銀座店・紀伊国屋書店銀座本店 / 8月24日、ジュンク堂難波店）
- 《a》symmetry アシンメトリー 完成披露試写会（2008年7月19日、サイエンスホール）
- 《a》symmetry アシンメトリー 初日舞台挨拶（2008年8月2日、渋谷Q-AXシネマ）
- D-RADIO BOYS 2008 SUMMER END PARTY（2008年8月31日、オーベルジュ・ド・リル・トーキョー）
- ズキアラトレカ発売イベント（2008年10月12日）
- 「夏休みのような1ヵ月」完成披露試写会（2008年10月12日、四谷区民ホール）
- 大河ロマンシリーズ三部作「大奥 浮絵悲恋」初日舞台挨拶（2008年11月21日、六本木シネマート）
- 《a》symmetry アシンメトリー DVD発売イベント（2008年11月29日、アニメイト川崎店）
- 「夏休みのような1ヵ月」初日舞台挨拶（2008年11月29日、渋谷シアターTSUTAYA）
- D-BOYS BUS TOUR 2008（2008年10月25日 - 26日、苗場プリンスホテル（新潟））
- 「D-BOYS PHOTOBOOK DASH！」発売記念握手会（2008年12月26日、福家書店 / 2009年、ジュンク堂難波店）

2009年
- 大河ロマンシリーズ三部作DVD発売コンプリート記念 トークショー＆握手会（2009年1月24日、シネマート六本木）
- D-BOYS MYSTERY BUS TOUR 2009 vol.01（2009年2月11日、ホテル三日月（千葉））
- 「ビートロック☆ラブ」完成披露試写会（2009年2月21日、朝日生命ホール（大阪））
- 「ビートロック☆ラブ」公開記念プレミアムイベント（2009年3月14日、WAREHOUSE702麻布十番）
- 「ビートロック☆ラブ」初日舞台挨拶（2009年3月28日、渋谷シアターTSUTAYA）
- 「ビートロック☆ラブ」写真集発売記念握手会（2009年3月28日、福家書店新宿サブナード店）
- 「夏休みのような1ヵ月」DVD発売記念＆打ち上げイベント（2009年5月16日）
- 関口宏の東京フレンドパークII 観覧（2009年6月22日、TBS）
- 「華鬼」制作発表（2009年6月26日、お台場大江戸温泉物語）
- 夏どこ2009（2009年7月19日、秋葉原・富士ソフトアキバプラザ）
- 「ビートロック☆ラブ」DVD発売記念イベント（2009年8月1日、ポニーキャニオン本社）
- 鈴木裕樹・荒木宏文 写真集発売記念握手会（2009年9月5日、福家書店新宿サブナード店・渋谷）
- 「華鬼」完成披露試写会（2009年11月3日、イオンシネマ金沢フォーラス / 11月7日、TOHOシネマズ六本木ヒルズ・お台場シネマメディアージュ / 11月15日、大阪）
- 「華鬼」初日舞台挨拶（2009年11月21日、お台場シネマメディアージュ）
- 握手会イベント「冬どこ2009」（2009年12月17日 - 20日、お台場シネマメディアージュ 西宮ガーデンズ 他）

2010年
- ドラマ「新撰組 PEACE MAKER」ファンミーティング（2010年2月14日・3月21日、お台場シネマメディアージュ）
- ズキアラトレカ発売記念握手会イベント（2010年1月11日、秋葉原）
- 「D-BOYS 写真集 DARLING」発売記念ハイタッチ会（福家書店新宿サブナード店）
- 「華鬼」DVDBOX 発売記念イベント（2010年5月8日）
- D-BOYS MYSTERY BUS TOUR 2010 D-BOYS CUP（2010年6月26日、みなかみ温泉（群馬））
- 夏どこ2010（2010年7月19日、幕張イベントホール）
- ドラマ「新撰組 PEACE MAKER」DVD発売記念＆スペシャルエディション版in大阪上映イベント（2010年8月22日、TOHOシネマズ西宮OS）
- 「×ゲーム」初日舞台挨拶（2010年9月18日、シネマート新宿）
- 「×ゲーム」ヒット御礼舞台挨拶（2010年10月10日、イオンシネマ越谷レイクタウン、ワーナー・マイカル・シネマズ板橋）
- 「ARAKI HIROFUMI PHOTO BOOK ～REINCARNATION～」発売記念握手会イベント（2010年10月17日、文教堂書店渋谷店）

2011年
- 夏どこ2011（2011年7月18日、幕張イベントホール）

2012年
- 荒木宏文 Premium Event ～golden grand child～（2012年2月4日、ハイアットリージェンシー大阪）
- DステFES2012（2012年8月17日、福岡イムズホール）

2013年
- Dステ12th「TRUMP」アフタートーク（2013年1月25日夜公演、サンシャイン劇場）
- スズキ＋アラキ－ズキアラ=スキ。（2013年3月10日、都市センターホテル / 3月20日、ハイアットリージェンシー大阪）
- 鈴木裕樹 Presents 「荒木宏文生誕祭～祝30歳～」（2013年6月30日、ポニーキャニオン本社）
- 博多イケメングランプリ（2013年7月25日、JR博多駅マイング広場） - 審査員
- ズキ☆アラ Presents オトナのかくれんぼ（2013年8月31日、新木場STUDIO COAST）
- テニプリフェスタ2013[62]（2013年9月15日、びわ湖ホール / 9月21日、日本武道館）
- 荒木宏文 Presents 「鈴木裕樹生誕祭～祝30歳～（2013年10月27日、全電通ホール）
- D-BOYSオーディション 10thファイナル（2013年11月3日） - 審査員
- 「気分はルパ～ン!」発売記念 ズキ☆アラ～クリスマスイベント～（2013年12月21日、長井ホール）

2014年
- 「ミッションクリア!?」発売記念 ズキ☆アラ～ちょっぴり遅いバレンタインイベント～（2014年2月22日、ニッショーホール）
- 10thどこ「ズキ☆アラ～10th anniversary ver.～」（2014年3月23日、都市センターホテル / 3月30日、ハイアットリージェンシー大阪）
- 10years プレミアム D-live（2014年5月19日・20日・22日、AiiA Theater Tokyo） - ゲスト出演
- 10thどこ 全員集合！握手会（2014年7月13日、AiiA Theater Tokyo）
- 舞台「タンブリング FINAL」お見送り会＆ハイタッチ会（2014年7月17日・18日）
- 舞台「タンブリング FINAL」大感謝祭トークイベントin東京（2014年7月21日、赤坂ACTシアター）
- Dステ15th「駆け抜ける風のように」アフタートーク（2014年10月16日夜公演、サンシャイン劇場）[63]

2015年
- ソロデビューシングル「Next Stage」発売記念イベント（2015年3月14日、SHIBUYA TSUTAYA / 15日、タワーレコード仙台パルコ店 / 21日、フタバ図書 TERA福岡東店 / 22日、ルミネエスト新宿 / 28日、TSUTAYA EBISUBASHI / 29日、タワーレコード名古屋近鉄パッセ店 / 4月4日、タワーレコード新宿店 / 5日、大手町ラーニングルーム）
- D-LIVE 2015（2015年8月8日・9日夜公演、恵比寿ガーデンプレイス ザ･ガーデンホール） - ゲスト出演
- ズキアラツアーin香港～ちょいとそこまで～（2015年9月5日 - 7日）
- Dステ17th「夕陽伝」アフタートーク（2015年10月23日夜公演、サンシャイン劇場）[64]

2016年
- 2ndシングル「STELLAR」発売記念イベント （2016年1月10日、タワーレコード新宿店 / 11日、TSUTAYA EBISUBASHI / 16日、タワーレコード名古屋近鉄パッセ店 / 17日、タワーレコード広島店 / 23日、TSUTAYA天神駅福岡ビル店 / 24日、TSUTAYA横浜みなとみらい店 / 30日、SHIBUYA TSUTAYA / 31日、タワーレコード仙台パルコ店 / 2月7日、TSUTAYA EBISUBASHI / 13日、SHIBUYA TSUTAYA / バレンタインデーSPECIAL! 2月14日、大手町ラーニングルーム）
- 2.5次元スターオーディション （2016年2月28日、ワタナベエンターテインメント本社） - 審査員
- 「FAIRY TAIL」DVD発売記念イベント ハイタッチ会 （2016年9月16日、アニメイト横浜店）
- テニプリフェスタ2016～合戦～[65]（2016年10月15日・16日、日本武道館）

2017年
- ｢九州を元気にするプロジェクト｣発表イベント （2017年1月8日、電気ビルみらいホール（福岡））
- トークイベント｢ミツコの部屋 Vol.4｣ （2017年1月12日、阿佐ヶ谷ロフトA） - サプライズ出演
- ｢闇金ドックス5｣初日舞台挨拶 （2017年1月14日、シネマート新宿）
- 荒木宏文ソロイベント「Hand...」（2017年6月24日、表参道GROUND）
- シブヤノオト公開収録（2017年9月24日、NHK放送センター）

2018年
- 荒木宏文スペシャルイベント2018「white HAt」（2018年1月27日、サイエンスホール）
- トビセカ!!～チョチョチョチョレンジ～ （2018年3月10日、品川クラブeX） - ゲスト出演
- ジャンプフェスタ2019、ネルケプランニングブース舞台「銀牙 -流れ星 銀-」～絆編～のトークステージ（2018年12月23日、幕張メッセ）[66]

2019年
- 「明治東亰恋伽～月虹の婚約者～」DVD＆Blu-ray発売記念イベント（2019年3月10日、多摩永山情報教育センター）
- 15th anniversary project『History』EP1 ～solo event １日遅れのバースデー～（2019年6月15日、山野ホール）[67]
- 15th anniversary project『History』EP2 ズキアラ～大人の32129ハロウィン～（2019年10月19日、ニューピアホール）[68]

2020年
- 15th anniversary project『History』EP3 荒木宏文フォトブック「History」発売記念お渡し会＆握手会 （2020年1月31日、書泉ブックタワー / 2月1日、SHIBUYA TSUTAYA / 2日、紀伊國屋書店グランフロント大阪店）[69]

2021年
- 俳優荒木宏文特別講義（2021年8月27日、学校法人角川ドワンゴ学園N高等学校・S高等学校・N中等部オンライン特別授業）

2022年
- 映画『漆黒天-終の語り-』完成披露舞台挨拶（2022年5月31日、新宿バルト9）
- 映画『漆黒天-終の語り-』初日＆公開記念舞台挨拶（2022年6月24日、新宿バルト9 / 25日、T・ジョイSEIBU大泉/池袋シネマ・ロサ / 26日、T・ジョイPRINCE品川/横浜ブルク13）
- 映画『漆黒天-終の語り-』大ヒット御礼舞台挨拶（2022年7月9日、新宿バルト9）

2023年
- 『ヒットマン・ロイヤー』公開記念 舞台挨拶付き上映会（2023年4月22日、シネマート新宿/横浜ブルク13/川崎チネチッタ　4月23日、シネマート心斎橋/ミッドランドスクエア シネマ）
- HIROFUMI ARAKI BIRTHDAY EVENT「Really 40? Ready Go!」（2023年6月14日、NEW PIER HALL）（MC 鈴木裕樹）
  - 第一部『Really 40?』、第二部『Ready Go!』

### ラジオ
- 【冠番組】D-RADIO BOYS SUPER feat. 鈴木裕樹 荒木宏文（2011年10月1日 - 12月24日、bay-fm）
- ミュージカル刀剣乱舞ラジオ #11・12、34 - 36、49 - 51（2018年6月18日・25日、12月2日・9日・16日、2019年3月17日・24日・31日、ニッポン放送）[70]
- 刀剣乱舞2.5ラジオ #20・21、127・128 （2019年8月18日・25日、2021年12月12日・26日、ニッポン放送）[71][72]
- BAYFM CREATORS BANK～LIKE LABO～（2022年4月19日・26日、bayfm）

### 雑誌
- 【連載】A to Z（2015年11月15日 - 2017年4月10日、YOUPAPER）

### ネット配信
- 【冠番組】ズキアラちゃんねる「トキめき✨HERO場」（2020年6月17日・7月20日・8月27日・9月27日・11月9日・12月7日、AXEL CHANNEL）

2008年
- 「蟹工船」ブックトレイラー （2008年8月、Booktope）

2014年
- 舞台「タンブリング FINAL」特別番組@アメスタ（2014年4月21日、Ameba Studio）
- タンブリングFINAL特番（2014年6月20日、Ameba Studio）
- ワタ＠アメ！（2014年9月29日、FRESH LIVE）
- 舞台「私のホストちゃん」アメスタ出張所リターンズ #1（2014年11月1日、Ameba Studio）
- 自宅警備会の一存（2014年12月2日、Ameba Studio）
- アメスタ「GARANTIDO公演記念特別番組」（2014年12月24日、Ameba Studio）
- 私のホストちゃん特番（2014年12月26日、Ameba Studio）

2015年
- アメスタ「GARANTIDO公演記念特別番組」（2015年1月19日・4月14日・5月11日、Ameba Studio）
- 荒木宏文 緊急スペシャル＠アメスタ（2015年1月20日、Ameba Studio）
- カサネ放送記念特別番組番（2015年3月3日、Ameba Studio）
- 「Next Stage」発売記念特別番組（2015年4月1日、Ameba Studio）
- 本気の芝居！？魅せろ役者魂SP（2015年8月16日、ニコニコ生放送）

2016年
- 松岡充の世の中ヲタしいことだらけ！（2016年1月25日・2月10日・6月27日、ニコニコ生放送）
- 原宿GORO☆ちゅりカフェ #3（2016年1月27日、FRESH LIVE）
- だんぜん!!Live #22（2016年2月9日、ニコニコ生放送）
- 荒木宏文「STELLAR」リリース記念特別番組（2016年2月10日、FRESH LIVE）[73]
- 松岡充のただしイケメンに限る！#3・7 （2016年3月13日・7月18日、FRESH LIVE）
- 浪川大輔&KENNの「RADIOセンパイヤゾ！」#35（2016年3月28日、ニコニコ生放送）
- 「FAIRY TAIL」祝舞台化スペシャル生放送（2016年4月7日、ニコニコ生放送）
- D-BOYSニュース #1（2016年4月8日、ニコニコ生放送）
- めいげき公演直前特番「めいこい歌劇ヤゾ！」（2016年5月18日、ニコニコ生放送）
- 松岡充、荒木宏文、平田裕一郎、五十嵐麻朝、真緒が生出演！！新型バラエティ・エンターテイメント「DAYDREAM BABYS*」を大紹介！ニコカフェとのコラボメニューも！★ニコラジ月曜日（2016年6月27日、ニコニコ生放送）[74]
- SMILY☆SPIKYの『なまはこっうぇ！』 第189回 （2016年11月29日、BBstation）

2017年
- 松岡充の世の中ヲタしいことだらけ！（2017年3月21日、ニコニコ生放送）
- 刀剣乱舞2.5dカフェ サテライトスタジオ #3 （2017年5月25日、SHOWROOM）
- BED TIME STORY #4 （2017年5月27日、LINELIVE）
- トビセカ!! #54 （2017年6月5日、SHOWROOM）
- D-LINE LIVE #1・16・24 （2017年7月7日・10月31日・2018年1月27・29日、LINELIVE）
- BED TIME STORY ～松岡充と『不届者』たちSP～ （2017年7月9日、LINELIVE）
- 新テニスの王子様2017 バレンタインランキング（2017年8月15日、ニコニコ生放送）（ボイスのみ）

2018年
- D-LINE LIVE #24 （2018年1月27・29日、LINELIVE）
- めいこいラヂオ 浪漫deナイト #18（2018年5月30日、ニコニコ生放送）
- 橋本祥平＆川隅美慎 HEY!HEY!TALK! With B #17（2018年7月19日、ニコニコ生放送）
- めいげき「月虹の婚約者」東京公演直前生放送（2018年8月21日、ニコニコ生放送）
- 文豪ストレイドックス キャスト出演特番（2018年9月9日、ニコニコ生放送）
- What's 2.5D? #6（2018年9月25日、GYAO！）

2019年
- ズキ☆アラ<復活> （2019年10月14日、AbemaTV）

2020年
- シアターコンプレックス 応援トークLIVE（2020年5月11日）
- TVドラマ『KING OF DANCE』SHOWROOMイベント～AFTER PARTY～（2020年7月5日・8月3日）
- 「刀剣乱舞-ONLINE-」五周年記念「刀剣乱舞 大演練～控えの間～」（2020年8月11日、DMM）
- 『ヒプノシスマイク-Division Rap Battle-』Rule the Stage -2nd Battle-（2020年8月20日、シアターコンプレックス）
- シアターコンプレックス オンラインイベント 第5回「人生人狼 -アクトセレクト- 」（2020年8月26日）
- 『舞台「幽遊白書」第二弾決定記念！情報解禁SP』（2020年9月20日、Periscope）
- CREATION of『ヒプノシスマイク-Division Rap Battle-』Rule the Stage（2020年10月7日、シアターコンプレックス）

2021年
- アニメ 新テニスの王子様 オフィシャルチャンネル #6（2021年2月15日、YouTubeチャンネル）
- マーダーミステリーシアター『演技の代償』（2021年2月21日、SPWN） - 梅崎歩 役

2022年
- インスタライブ（2022年6月14日）
- 映画『漆黒天-終の語り-』祝映画公開特番（2022年7月1日、ニコニコ生放送）
- インスタライブ　クリスマス（2022年12月24日）

### OV
- 獣拳戦隊ゲキレンジャーVSボウケンジャー（2008年3月14日、東映） - 理央 役

### テレビアニメ
- 新テニスの王子様（2012年1月5日 - 3月29日、テレビ東京） - 財前光 役
- ダイナ荘びより（2021年4月4日 - 、TOKYO MX・BS11） - アラモサウルス / ケツァルコアトルス 役[75]
- 新テニスの王子様 U-17 WORLD CUP（2022年7月7日 - 、テレビ東京） - 財前光 役

### OVA
- テニスの王子様 - 財前光 役（声の出演）
  - 全国大会篇 vol.5 第8話（2006年11月24日）
  - 全国大会篇 Semifinal vol.1 - vol.3　第1話・第4話・第5話（2007年6月22日 - 2008年1月25日）、FANDISC White heat Remix（2007年12月21日）
  - 全国大会篇 Final vol.1 DVD特典オーディオコメンタリー（2008年7月25日）
  - ANOTHER STORY ～過去と未来のメッセージ vol.2 第3話（2009年9月25日）
  - ANOTHER STORY II ～アノトキノボクラ vol.1 - vol.2　第1話・第3話（2011年8月26日 - 10月26日）

### ゲーム
- 新テニスの王子様 Rising Beat （2017年11月28日、ブシロード） - 財前光 役（声の出演）

## 作品

### 写真集
- ファースト写真集「D-BOYS」（2005年4月27日、東京ニュース通信社）
- D-BOYS写真集 START！（2006年3月17日、学習研究社）
- プリンスシリーズ D-BOYSコレクション「荒木宏文」（2007年4月19日、学習研究社） ISBN 978-4-05-403377-1
- 荒木宏文写真集 いつもそばに（2008年5月29日、学習研究社） ISBN 978-4-05-403776-2
- D-BOYS PHOTOBOOK DASH！（2008年12月12日、角川ザデレビジョン）
- 映画「ビートロック☆ラブ」公式写真集 LOVE DIVING （2009年2月26日、学習研究社）
- 荒木宏文写真集 −360°（2009年8月1日、学習研究社） ISBN 978-4-05-404269-8
- D-BOYS 写真集 DARLING （2010年3月12日、主婦と生活社）
- ARAKI HIROFUMI PHOTO BOOK ～REINCARNATION～[注釈 1]（2010年10月15日、SQUARE ENIX） ISBN 978-4-7575-3049-2
- ミュージカル刀剣乱舞 真剣乱舞祭2017 彩時記 （2018年5月30日、ネルケプランニング）
- ミュージカル刀剣乱舞 真剣乱舞祭2018 彩時記 （2019年5月29日、ネルケプランニング）
- 荒木宏文フォトブック「History」（2020年1月27日、東京ニュース通信社）
- ミュージカル刀剣乱舞 歌合 乱舞狂乱2019 彩時記 （2020年7月22日、ネルケプランニング）
- 新木宏典フォトブック「”新”発見丹波ガイド」（2023年7月31日、東京ニュース通信社）

### DVD
- プリンスシリーズ D-BOYSコレクション「荒木宏文」（2007年5月16日、ポニーキャニオン）
- ミュージカル「テニスの王子様」Supporter's DVD VOLUME1 第二代青春学園編（2006年8月20日、マーベラスエンターテイメント）
- 荒木宏文メイキング・オブ浮絵悲恋（2008年10月24日、エスピーオー）
- D-BOYS BOY FRIEND SERIES vol.4「荒木宏文 SUGAO」（2009年10月23日、CONTENTS LEAGUE）
- D-BOYS BOY FRIEND SERIES vol.7「7HEROES」（2010年2月24日、CONTENTS LEAGUE）
- ズキ☆アラ ～Don't Trust Over 30～Vol.1『ズッキーお先に!』（2013年6月19日、ポニーキャニオン）
- ズキ☆アラ ～Don't Trust Over 30～Vol.2『あらやんお待たせ！』（2013年9月18日、ポニーキャニオン）
- ズキ☆アラ ～Don't think, Just feel～気分はルパ～ン！（2013年11月29日、ポニーキャニオン）
- ズキ☆アラ ～Don't think, Just feel～ミッションクリア!?（2014年1月24日、ポニーキャニオン）
- 情熱大陸×松田誠（2018年5月10日、MBS）

### CD
※D☆DATEとしての作品群は該当頁参照
- テニスの王子様「THE BEST OF RIVAL PLAYERS XXXV Kenya Oshitari & Hikaru Zaizen」（2007年12月、インデックスミュージック） - 財前光 役
- 獣拳戦隊ゲキレンジャー ゲキウタ全曲集 収録曲「黒き鼓動～揺るぎない想い～」（2007年12月、日本コロムビア） - 理央 役
- ビートロック☆ラブ劇中歌シングル「Shout It Loud」（2009年2月18日、ポニーキャニオン） - LOVE DIVING アキ 役
- ビートロック☆ラブ劇中歌アルバム「BEATROCK☆LOVE」（2009年3月4日、ポニーキャニオン） - LOVE DIVING アキ 役
- D-BOYS（+城田優！）「夏どこ2009 河～Team River～」（2009年12月16日、SMD）
- 新テニスの王子様 学校別アルバム 四天宝寺中学校「THE PRINCE OF TENNIS II SHITENHOJI SUPER STARS」（2014年7月30日、FEEL MEE） - 財前光 役
- 荒木宏文ソロ 1stシングル「Next Stage」（2015年4月1日、avex）
- 荒木宏文 2ndシングル「STELLAR」（2016年2月10日、avex）
- 配信限定シングル「僕等」（2016年2月14日、avex）作詞作曲：荒木宏文
- 刀剣男士 formation of 三百年「勝利の凱歌」（2017年9月27日、PRIME CAST）
- 刀剣男士 formation of 三百年「3rdアルバム ミュージカル『刀剣乱舞』～三百年の子守唄～」（2017年11月8日、PRIME CAST）
- 歌劇 明治東亰恋伽～月虹の婚約者～ （2018年11月14日、MAGES.）
- 新テニスの王子様（27）ドラマCD梱包版 （2019年8月2日、集英社） - 財前光 役
- 刀剣男士 formation of 三百年「鼓動」（2019年9月4日、PRIME CAST）
- 配信 舞台「銀牙 -流れ星 銀-」～絆編～オリジナルサウンドトラック（2019年9月11日、ネルケプランニング） - 赤目 役
- 刀剣男士 formation of 三百年「6thアルバム ミュージカル『刀剣乱舞』～三百年の子守唄～」（2019年11月20日、PRIME CAST）
- 新テニスの王子様 #BF=V ｢ベスフェス～Are We Cool ?～｣ （2020年1月22日、FEEL ME）
- 新テニスの王子様 海堂薫・日吉若・切原赤也・財前光「Room 205 -Before awakening-/-After awakening-」（2020年1月22日、FEEL ME）
- ミニアルバム『History』（期間限定受注販売）（2020年8月5日、PONY CANYON）

### 舞台（制作）
- ドラマチックライブステージ「アイドルマスター SideM」（2022年6月、天王洲 銀河劇場） - 演出[76]

### その他
- プリンスシリーズ・D-BOYSコレクション「プリンス・トレーディングカードVOL.1」（2007年7月21日、ムービック）
- 「鈴木裕樹・荒木宏文」トレーディングカードVOL.1（2008年9月27日、ムービック）
- 「鈴木裕樹・荒木宏文」トレーディングカードVOL.2（2010年1月16日、ムービック）

## D☆DATE

### CD
Universal Music
- 1stシングル「あと1cmのミライ」（2010年12月1日）
- 2ndシングル「CHANGE my LIFE」（2011年4月6日）
- 3rdシングル「DAY BY DAY」（2011年7月27日）
- 4thシングル「Love Heaven」（2012年1月11日）
- 5thシングル「JOKER」（2012年2月22日）
- 1stアルバム「1st DATE」（2012年4月25日）

avex
- 6thシングル「GLORY DAYS」（2013年6月12日）

### ライブ
- D☆DATE 1st Tour 2011『Summer DATE LIVE ～手をつないで～』（2011年7月30日、赤坂BLITZ / 8月3日、なんばHatch / 8月4日、ダイアモンドホール（愛知） ）
- 『D☆DATE TOUR 2012 ～DATE A LIVE～』（2012年6月10日、DRUM LOGOS（福岡） / 6月16日、SHIBUYA-AX / 6月21日、なんばHatch / 6月22日、ダイアモンドホール / 6月29日、TOKYO DOME CITY HALL）
- 『D☆DATE LIVE TOUR 2013 ～GLORY FIVE～』（2013年10月13日、Zepp福岡 / 10月18日、Zepp名古屋 / 10月25日、Zeppなんば大阪 / 11月4日、Zepp東京 / 11月17日、TOKYO DOME CITY HALL）

### イベント
2010年
- スペシャルユニットオーディション最終選考会（2010年9月19日）
- CDデビュー記念「あと1cmのミライ」発売イベント（2010年11月27日、マリノアシティ福岡 / 11月28日、千里セルシー広場（大阪）/ 12月4日、名鉄ホール 名鉄百貨店本店 / 12月5日、幕張メッセ 幕張イベントホール）
- non-no 冬コレ クリスマススペシャル（2010年12月1日、赤坂BLITZ）

2011年
- ネスカフェ・エクセラPRイベント「『ラテ研』研究成果発表会」（2011年3月5日、ネスカフェ原宿店）
- UNIVERSAL DREAM LIVE 2011 at UNIVERSAL STUDIOS JAPAN（2011年3月21日）
- 「CHANGE my LIFE」発売イベント（2011年4月5日、オアシス21 銀河の広場 / 4月6日、Zepp東京 / 4月9日、マリノアシティ福岡 / 4月10日、千里セルシー広場）
- チャリティnonコレ（2011年5月21日、TOKYO DOME CITY HALL）
- 「DAY BY DAY 」発売イベント（2011年7月23日、ディファ有明（東京）/ 7月29日、チャチャタウン小倉）
- 「ネスカフェで元気に！プロジェクト」 チャリティサンプリングイベント（2011年8月29日、ネスカフェ京都店）
- 「DAY BY DAY」握手会（2011年9月24日、ラフォーレミュージアム六本木）
- 『Summer DATE LIVE ～手をつないで～』発売記念「プレミアムクリスマスイベント」（2011年12月21日、山野ホール）

2012年
- 「Love Heaven」発売イベント（2012年1月7日、中部国際空港セントレア / 1月8日、ラゾーナ川崎 / 1月14日、千里セルシー広場 / 1月15日、SKALA ESPACIO）
- 「JOKER」発売イベント（2012年2月11日、イオンモール名古屋みなと / 2月12日、イオンレイクタウン（埼玉） / 2月18日、チャチャタウン小倉 / 2月19日、イオンモール姫路 / 2月25日、イオンモール盛岡 / 2月25日、イオンモール高崎（群馬））
- 「JOKER」握手会（2012年3月17日、ラフォーレミュージアム原宿 / 4月19日、大阪ビジネスパーク円形ホール）
- nonコレ2012（2012年3月31日、TOKYO DOME CITY HALL）
- TOKYO FM サンデースペシャル「D☆DATE Dream Maker ～僕らのやる気スイッチ～」公開収録（2012年10月17日、スペイン坂）
- 第9回東京国際ミュージックマーケット ショーケースライブ（2012年10月25日、Zepp東京）
- BREAK OUT祭2012（2012年12月9日、Zepp東京）

2013年
- D☆DATE 新年大握手会（2013年1月6日、ニューピアホール）
- 山梨県オールトヨタ presents "Drive Your Dreams" in アイメッセ山梨（2013年1月19日）
- D☆DATE×TVガイド スペシャルファンイベント（2013年2月23日、表参道GROUND）
- D☆DATEファンクラブイベント タイトル未定～いつ決めるの?今でしょ!!～（2013年4月20日、ニューピアホール）
- 「GLORY DAYS」 発売イベント（2013年5月4日、Zeppなんば大阪 / 5月5日、ニューピアホール）
- nonコレ2013（2013年6月1日、TOKYO DOME CITY HALL）
- 「GLORY DAYS」 ハイタッチ会（2013年6月12日、表参道GROUND / 6月15日、TSUTAYA EBISUBASHI / 6月16日、タワーレコード新宿店）
- 「ネスカフェ フローズン全国７都市サンプリングイベント」（2013年7月13日、新宿ステーションスクエア）
- a-nation island 2013（2013年8月5日、国立代々木競技場第一体育館）

2014年
- 『D☆DATE LIVE TOUR 2013 ～GLORY FIVE～』DVD購入者イベント（2014年8月16日、ニューピアホール）

2015年
- Dラジ公開録音（2015年1月4日、bayfm本社 マリブイベントスペース）

2017年
- Dラジ最終回公開録音（2017年9月9日、bayfm本社 マリブイベントスペース）

### ラジオ
- D-BOYS BE AMBITIOUS（2010年7月5日 - 12月27日、InterFM）
- D☆DATEのオールナイトニッポンR（2011年4月8日・2012年1月13日・2013年6月8日、ニッポン放送）
- D-RADIO BOYS SUPER feat. D☆DATE（2012年10月 - 2017年9月30日、bay-fm）

### テレビ番組
2010年
- D-BOYS BE AMBITIOUS（2010年7月4日 - 12月26日、テレビ東京・BSジャパン）

2012年
- D☆DATE「Who is JOKER?」（2012年2月13日 - 21日、テレビ東京）

### CM
- ネスレ ネスカフェエクセラ「エクセラで、ラテ！camel」篇（2011年3月8日）
- ネスレ ネスカフェエクセラ「エクセラで、ナツラテ！ （D☆DATE）」篇（2011年6月21日）

### 雑誌
- 【月刊TVガイド】連載 D☆DATEの レッツ トリセツ‼️（2011年1月 - 2018年11月24日（2019年1月号））
- 【週刊TVガイド】連載 D☆DATE PRESS（2012年11月 - 2018年11月30日）

### ネット配信
- 【月刊TVガイド】連載 D☆DATEの レッツ トリセツメイキング‼️（2011年1月 - 2018年12月4日）
- 【週刊TVガイド】連載 D☆DATE PRESS WEB（2012年11月 - 2018年11月22日）
- 「GLORY DAYS」リリース記念特番（2013年6月12日、Ameba Studio）